# Херсонес (аэродром)
Херсонес — недействующий государственный военный аэродром в Крыму, в городской черте Севастополя, Гагаринский район. Назван по именованию самого западного мыса Гераклейского полуострова и административной территории города Севастополя. Активно использовался в годы второй мировой войны, в настоящее время законсервирован, периодически используется для отработки полётных упражнений авиацией Черноморского флота, а также для тренировок парадных расчётов военнослужащими Севастопольского гарнизона. Первоначально аэродром назывался Херсонесский Маяк.

## Данные аэродрома
Наименование — Севастополь (Херсонес)
- Позывной (Старт 124.0 МГц) — «Спорый»
- ВПП 36/18
  - Ширина 36 м
  - Длина 1800 м
- МПУ 004°/184°
- ИПУ 010°/190°
- Покрытие — твёрдое (асфальтобетон)
- Регламент работы — запасной

## Из истории аэродрома
Полевой аэродром на мысе Херсонес был построен до начала ВОВ, использовался колёсной авиацией ЧФ, также это был один из аэродромов, позволяющий эксплуатировать с воды самолёты-амфибии типа МБР-2.
При обороне Севастополя и оставлении противнику Крымских аэродромов на аэродром Херсонес стягивалась вся исправная авиация флота и ВВС КА (также использовался Севастопольский аэродром Куликово Поле). К январю 1942 года на аэродроме Херсонес было сосредоточено более 100 самолётов, здесь находилась т. н. рабочая группа штаба ВВС ЧФ (до мая). Была сформирована нештатная Севастопольская авиагруппа из разных авиационных частей, которая была разделена на морскую и сухопутную. Управление, планирование и координация действий вторым формированием было возложено на штаб 8-го истребительного полка ВВС ЧФ (здесь же). В подчинение командира группы на начало 1942 года были:
- 1 АЭ 8-го ИАП на Як-1
- 2-я АЭ 8-го ИАП на И-153
- 3-я АЭ 8-го ИАП на И-16
- 2-я АЭ 7-го ИАП на МиГ-3
- 3-я АЭ 3-го ИАП на И-15бис
- 18-й штурмовой авиаполк (в полку фактически была одна 2-я эскадрилья) на Ил-2 (одноместных)
- авиагруппа от 2-го морского торпедного авиаполка из трёх самолётов ДБ-3
- 5-я АЭ 40-го БАП — 8-10 Пе-2

Количественный состав группы менялся постоянно из-за боевых потерь, поломок, пополнения и непрерывных ремонтов авиатехники. Гидроавиация на постоянной основе на аэродроме не базировалась из-за нехватки производственно-ремонтных мощностей и регулярных обстрелов. Постоянным местом для гидросамолётов была выбрана Севастопольская (Северная) бухта.
С аэродрома Херсонес выполнялись последние боевые вылеты весной-летом 1942 года, выполнялись транспортные рейсы по доставке грузов, обратно вывозили людей и имущество. Всё это время аэродром подвергался интенсивным обстрелам и воздушным налётам.
Именно на этом аэродроме держали последнюю отчаянную оборону защитники Севастополя в июле 1942 года, безуспешно дожидаясь эвакуации морем. Последний вылет в ходе оборонительных боёв был выполнен рано утром 2 июля 1942 года, а уже днём лётное поле аэродрома было полностью приведено в негодность артобстрелом. 4 июля 1942 года, в результате восьмичасового боя немцы овладели аэродромом.
С южного торца ИВПП аэродрома Херсонес установлена памятная плита, на которой написано:
«Вечная память героям обороны Севастополя, оставленным на произвол судьбы в трагические дни июля 1942 г. Простите нас…»
В районе самолётных стоянок аэродрома сооружён сквер и мемориал в память погибших авиаторов Черноморского флота, где перечислены воевавшие воинские части:
- 5 гвардейский/2 минно-торпедный авиаполк
- 6 гвардейский/8 истребительный авиаполк
- 8 гвардейский/18 штурмовой авиаполк
- 3, 7, 9, 32, 62 истребительные авиаполки
- 11, 23 штурмовые авиаполки
- 116, 119 морские разведывательные авиаполки
- 45 и 247 истребительные авиаполки ВВС Красной Армии
- 40 бомбардировочный авиаполк
- 16, 18, 45, 60, 80, 82, 83 морские разведывательные авиаэскадрильи
- 95 штурмовая, 78, 87 авиаэскадрильи
- Отряд корабельных звеньев
- 10 автотранспортный батальон
- 12, 20 авиабазы
- 20 батальон связи
- 36, 45 авиаремонтные мастерские
- Сухопутный батальон ВВС флота
- 215 воздухоплавательный отряд

После захвата города немцами аэродром Херсонесский Маяк был отремонтирован и использовался для базирования частей люфтваффе. В апреле 1944 года, в ходе Крымской наступательной операции на него базировалась прикрывающая немецкую оборону и морские перевозки 52-я истребительная эскадра Jagdgeschwader 52. 8-9 мая она эвакуировалась, перелетя в Румынию и вывезя аэродромный персонал непосредственно на истребителях, для этого демонтировав часть брони и вооружения самолётов.
После освобождения города аэродром Херсонес эпизодически использовался авиацией. Так, в феврале 1945 года 6-й гв. ИАП перебазировался на аэр. Херсонес, и с 4 по 11 февраля принимал участие в обеспечении Ялтинской встречи глав-государств антигитлеровской коалиции.
С 1950 на аэродроме Херсонес базировались два вновь сформированных истребительных полка ПВО 49-й истребительной авиационной дивизии ЧФ — 433-й ИАП и 639-й ИАП. Управление дивизии размещалось на аэродроме Бельбек. В 1958 году 639-й полк был передислоцирован на аэродром Октябрьское. На вооружении обоих полков имелись истребители типа МиГ-17. 6 апреля 1960 года директивой Министерства обороны СССР от 16 марта 1960 г. в рамках «дальнейшего значительного сокращения Вооруженных сил СССР» управление 49-й истребительной авиадивизии на аэродроме Бельбек было расформировано. Одновременно с ним были расформированы 628-й и 433-й авиаполки.
До 1992 года аэродром считался действующим, об его использовании достоверной информации не найдено.
При разделе имущества Черноморского флота в 1997 году аэродром Херсонес был заявлен в документах как аэродром рассредоточения.

## Современное состояние
Военные объекты вблизи аэродрома:
С восточной стороны аэродрома находится территория в/ч 13132-К (режимный объект ВМФ в подчинении сил специальных операций МО РФ)
С юго-западной стороны аэродрома построен объект РО-4 — надгоризонтная радиолокационная станция систем контроля космического пространства и раннего предупреждения о ракетном нападении типа «Днестр». После распада СССР правительством РФ был заключён договор с правительством Украины об аренде РЛС на 15 лет. Станция обслуживались украинским персоналом, а полученная информация отправлялась в Главный центр СПРН в Солнечногорске. За эту информацию Россия ежегодно перечисляла Украине, по разным данным, от 0,8 до 1,5 млн долларов. 26 февраля 2009 года станция РО-4 прекратила передачу данных. В настоящее время станция не функционирует, её ввод в эксплуатацию или модернизация — под вопросом.